# ویلیام هرمن (ژیمناست)
ویلیام هرمن (انگلیسی: William Herrmann; ۱۱ ژانویهٔ ۱۹۱۲ – ۶ اکتبر ۲۰۰۳) ژیمناست هنری اهل ایالات متحده آمریکا بود.